# Bình Trưng Tây
Bình Trưng Tây là một phường thuộc thành phố Thủ Đức, Thành phố Hồ Chí Minh, Việt Nam.

## Địa lý
Phường Bình Trưng Tây nằm ở phía nam thành phố Thủ Đức, có vị trí địa lý:
- Phía đông giáp phường Bình Trưng Đông
- Phía tây giáp các phường An Phú và An Khánh
- Phía nam giáp các phường Cát Lái, Thạnh Mỹ Lợi và Quận 7
- Phía bắc giáp phường An Phú.

Phường có diện tích 2,05 km², dân số năm 2021 là 31.021 người, mật độ dân số đạt 15.132 người/km².

## Lịch sử
Trước đây, phường Bình Trưng Tây thuộc Quận 2, Thành phố Hồ Chí Minh, được thành lập vào ngày 6 tháng 1 năm 1997 trên cơ sở 222 ha diện tích tự nhiên và 7.832 người của xã Bình Trưng, huyện Thủ Đức cũ.
Ngày 9 tháng 12 năm 2020, Ủy ban thường vụ Quốc hội ban hành Nghị quyết 1111/NQ-UBTVQH14 về việc thành lập thành phố Thủ Đức trên cơ sở sáp nhập toàn bộ diện tích và dân số của Quận 2, Quận 9 và quận Thủ Đức, phường Bình Trưng Tây thuộc thành phố Thủ Đức như hiện nay.